# Montmagny (Quebec)
Montmagny, antes conocida como Saint-Thomas-de-la-Pointe-à-Lacaille, es una ciudad de la provincia de Quebec en Canadá. Es la sede del municipio regional de condado de Montmagny, en la región administrativa de Chaudière-Appalaches. Es sobrenombrada la Capitale de l'oie blanche (Capital del ganso blanco) y la Capital de Côte-du-Sud.

## Geografía

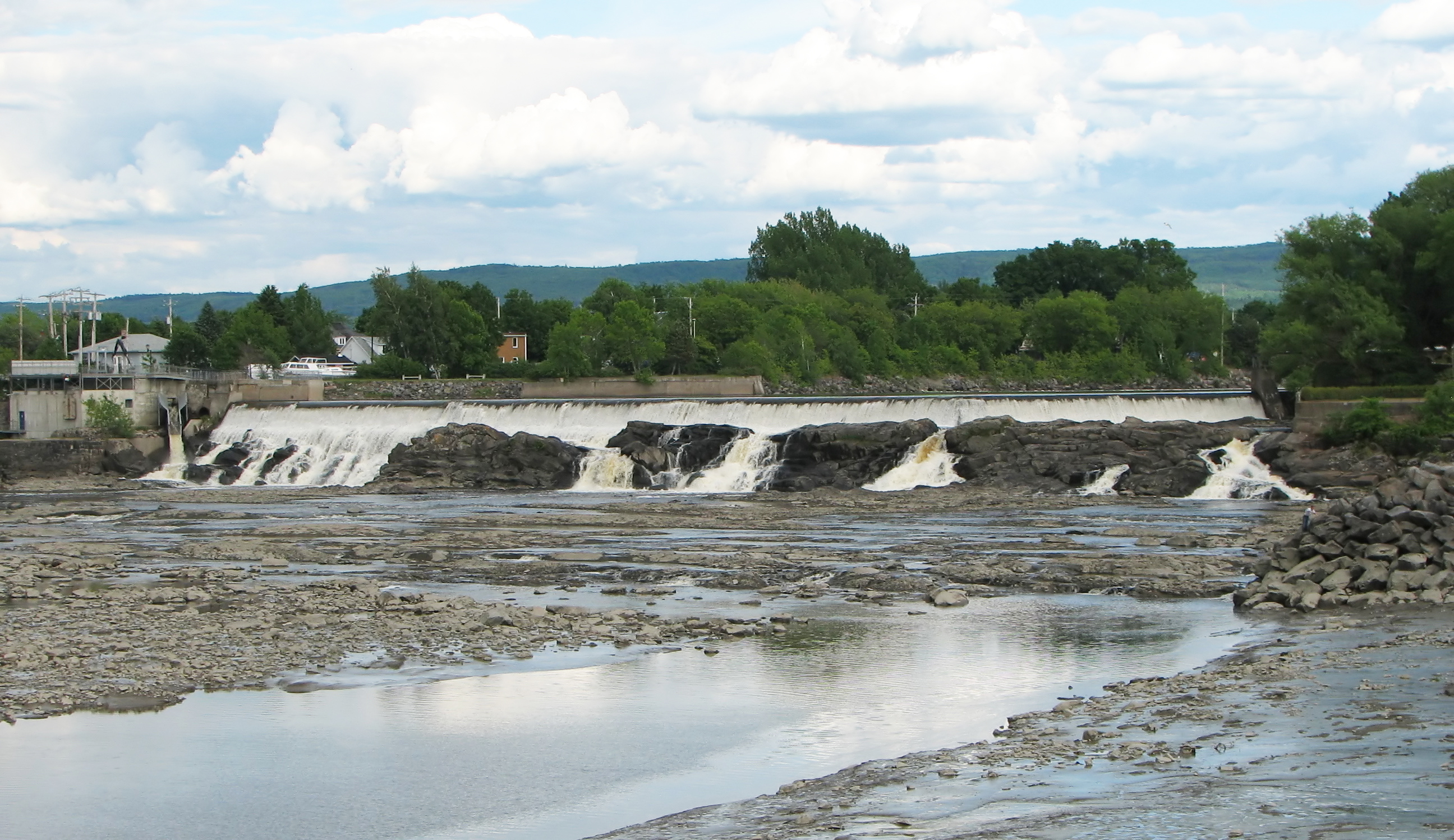
Carateras de la Rivière du Sud

Montmagny se encuentra en la ribera sur del río San Lorenzo a 80 kilómetros al este de la ciudad de Quebec. Limita al noreste con Cap-Saint-Ignace, al sureste con Notre-Dame-du-Rosaire, al sur con Saint-Pierre-de-la-Rivière-du-Sud, al suroeste con Berthier-sur-Mer y al noroeste con el San Lorenzo. Enfrente se encuentra Saint-Antoine-de-l'Isle-aux-Grues en la isla aux Grues. Su superficie total es de 145,54 km², de los cuales 124,01 km² son tierra firme. En otoño, una multitud de gansos blancos invaden la zona intermareal de Montmagny.
| Parámetros climáticos promedio de Montmagny | Parámetros climáticos promedio de Montmagny | Parámetros climáticos promedio de Montmagny | Parámetros climáticos promedio de Montmagny | Parámetros climáticos promedio de Montmagny | Parámetros climáticos promedio de Montmagny | Parámetros climáticos promedio de Montmagny | Parámetros climáticos promedio de Montmagny | Parámetros climáticos promedio de Montmagny | Parámetros climáticos promedio de Montmagny | Parámetros climáticos promedio de Montmagny | Parámetros climáticos promedio de Montmagny | Parámetros climáticos promedio de Montmagny | Parámetros climáticos promedio de Montmagny |
| Mes                                         | Ene.                                        | Feb.                                        | Mar.                                        | Abr.                                        | May.                                        | Jun.                                        | Jul.                                        | Ago.                                        | Sep.                                        | Oct.                                        | Nov.                                        | Dic.                                        | Anual                                       |
| ------------------------------------------- | ------------------------------------------- | ------------------------------------------- | ------------------------------------------- | ------------------------------------------- | ------------------------------------------- | ------------------------------------------- | ------------------------------------------- | ------------------------------------------- | ------------------------------------------- | ------------------------------------------- | ------------------------------------------- | ------------------------------------------- | ------------------------------------------- |
| Temp. máx. abs. (°C)                        | 14                                          | 13                                          | 19                                          | 30                                          | 32.2                                        | 35                                          | 36                                          | 33.3                                        | 30.5                                        | 24.5                                        | 22                                          | 21                                          | 36                                          |
| Temp. máx. media (°C)                       | -7.2                                        | -5.2                                        | 0.4                                         | 7.5                                         | 16.2                                        | 21.9                                        | 24.9                                        | 23.4                                        | 17.7                                        | 10.7                                        | 3.3                                         | -3.8                                        | 9.1                                         |
| Temp. media (°C)                            | -11.9                                       | -10                                         | -4.3                                        | 10.7                                        | 16.3                                        | 19.2                                        | 18                                          | 12.9                                        | 6.5                                         | -0.2                                        | -8                                          | 4.4                                         | 4.5                                         |
| Temp. mín. media (°C)                       | -16.5                                       | -14.8                                       | -8.9                                        | -1.5                                        | 5.1                                         | 10.7                                        | 13.6                                        | 12.6                                        | 8                                           | 2.2                                         | -3.7                                        | -12.1                                       | -0.5                                        |
| Temp. mín. abs. (°C)                        | -37                                         | -31.7                                       | -32                                         | -19                                         | -6.1                                        | -2.5                                        | 2                                           | 1                                           | -4.5                                        | -7.8                                        | -20                                         | -32                                         | -37                                         |
| Precipitación total (mm)                    | 85.1                                        | 61.7                                        | 73.3                                        | 81.1                                        | 101.5                                       | 105.2                                       | 129.2                                       | 119.2                                       | 115.8                                       | 103.6                                       | 90.4                                        | 87.6                                        | 1153.7                                      |
| Fuente: Environment Canada                  |                                             |                                             |                                             |                                             |                                             |                                             |                                             |                                             |                                             |                                             |                                             |                                             |                                             |

## Urbanismo
|          | Tipo                 | Orientación | De                                               | A                                                |

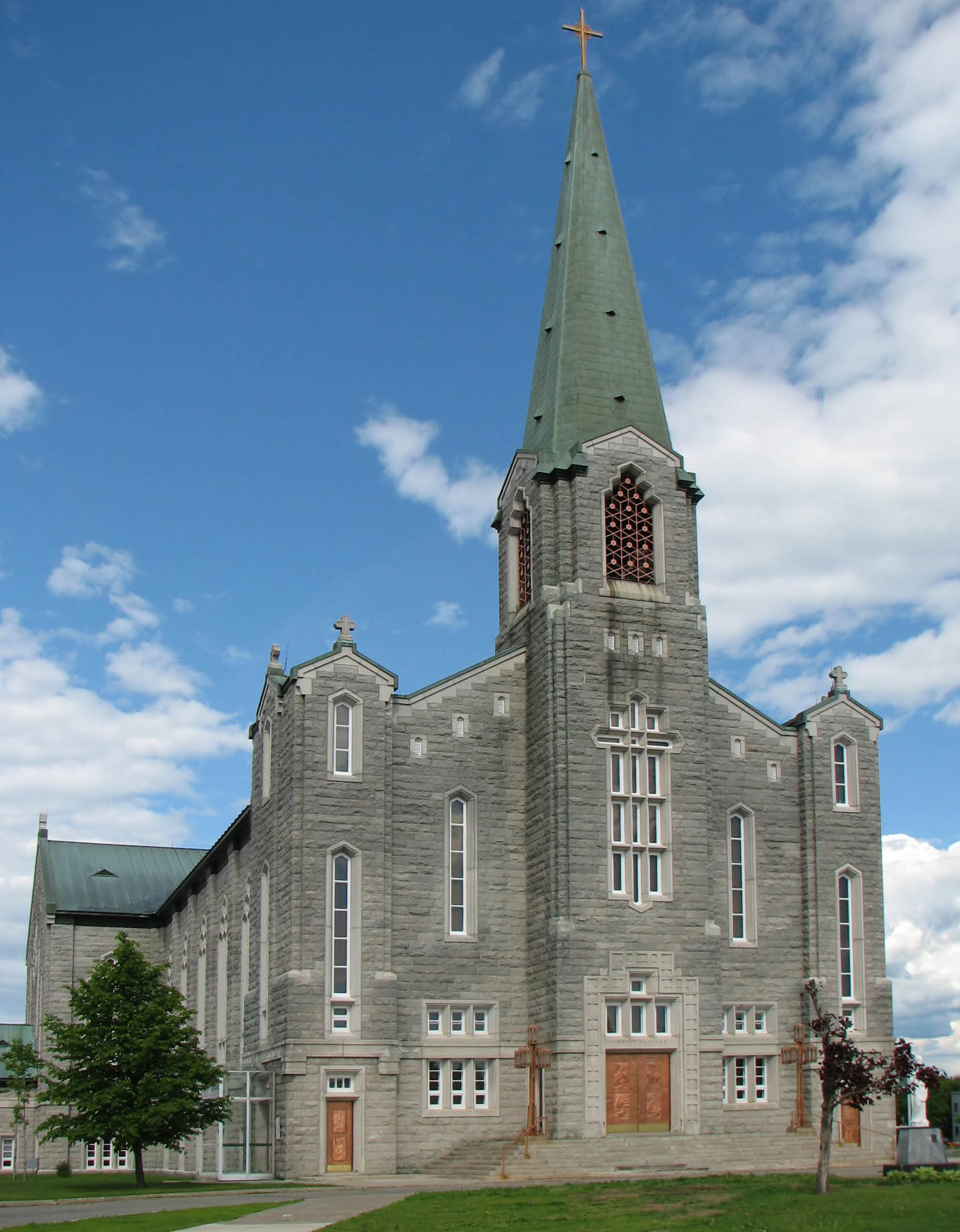
Iglesia Saint-Thomas

| A 20 TCH | Autopista            | EO          | Lévis, Bernières-sur-Mer                         | Cap-Saint-Ignace, Rivière-du-Loup                |
| QC 132   | Carretera principal  | EO          | Lévis, Bernières-sur-Mer                         | Cap-Saint-Ignace, Rivière-du-Loup                |
| QC 228   | Carretera secundaria | EO          | Saint-Raphaël, Saint-Pierre-de-la-Rivière-du-Sud | Montmagny                                        |
| QC 283   | Carretera secundaria | NS          | Montmagny                                        | Notre-Dame-du-Rosaire, Saint-Just-de-Bretenières |

## Historia
En la época de Nueva Francia, el señorío de la Rivière-du-Sud fue concedido a Charles Huault de Montmagny en 1646. En 1671, los primeros habitantes se establecieron en la misión de Saint-Thomas-de-la-Pointe-à-Lacaille, sobre las dos márgenes de la rivière aux Vases (río en los Cienos), ahora la rivière du Vieux Moulin (río del Antiguo Molino). La oficina de correos local se llamó Re Saint-Thomas o Saint-Thomas-en-Bas en 1817. El municipio del pueblo de Montmagny y el de la parroquia de Saint-Thomas-de-la-Pointe-à-la-Caille fueron instituidos en 1845. Se convirtió en la ciudad de Montmagny en 1883. La ciudad actual de Montmagny resulta de la fusión de la ciudad de Montmagny y del municipio de la parroquia de Saint-Thomas-de-la-Pointe-à-la-Caille en 1966.

## Política
Montmagny es la sede del MRC de mismo nombre. El consejo municipal está compuesto por seis consejeros representando seis distritos territoriales. El alcalde actual (2015) es Jean-Guy Desrosiers, prefecto del MRC también.
|                          | 2005-2009              | 2009-2013           | 2013-2017           |
| Alcalde                  | Jean-Guy Desrosiers    | Jean-Guy Desrosiers | Jean-Guy Desrosiers |
| 1 - Poirier - Morigeau   | Jean-Paul Boivin       | Jean-Paul Boivin    | Gaston Morin        |
| 2 - Taché                | Gaston Caron           | Gaston Caron        | Gaston Caron        |
| 3 - Saint-David - Minguy | Michel Coulombe        | Michel Coulombe     | Yves Gendreau       |
| 4 - Champlain            | Michel Mercier         | Michel Mercier      | Michel Mercier      |
| 5 - Quai                 | Michel Paquet          | Michel Paquet       | Marc Laurin         |
| 6 - Basse-Bretagne       | Jean-François Lachance | Rémy Langevin       | Rémy Langevin       |

* Al inicio del periodo pero no al fin.  ** Al fin del periodo pero no al inicio. # En el partido del alcalde.
El territorio de Montmagny forma parte de la circunscripción electoral de Côte-du-Sud a nivel provincial y de Montmagny—L'Islet—Kamouraska—Rivière-du-Loup a nivel federal.

## Demografía
Según el censo de Canadá de 2011, había 11 491 personas residiendo en esta ciudad con una densidad de población de 91,1 hab./km². Los datos del censo mostraron que de las 11 353 personas censadas en 2006, en 2011 hubo un aumento poblacional de 138 habitantes (1,2%). El número total de inmuebles particulares resultó de 5512 con una densidad de 43,72 inmuebles por km². El número total de viviendas particulares que se encontraban ocupadas por residentes habituales fue de 5230.
Evolución de la población total, 1991-2015

## Economía
Montmagny es el centro industrial y comercial de Côte-du-Sud. Las actividades industriarales son la alimentación, el textil, los productos mecánicos y eléctricos.